# تحول نهري

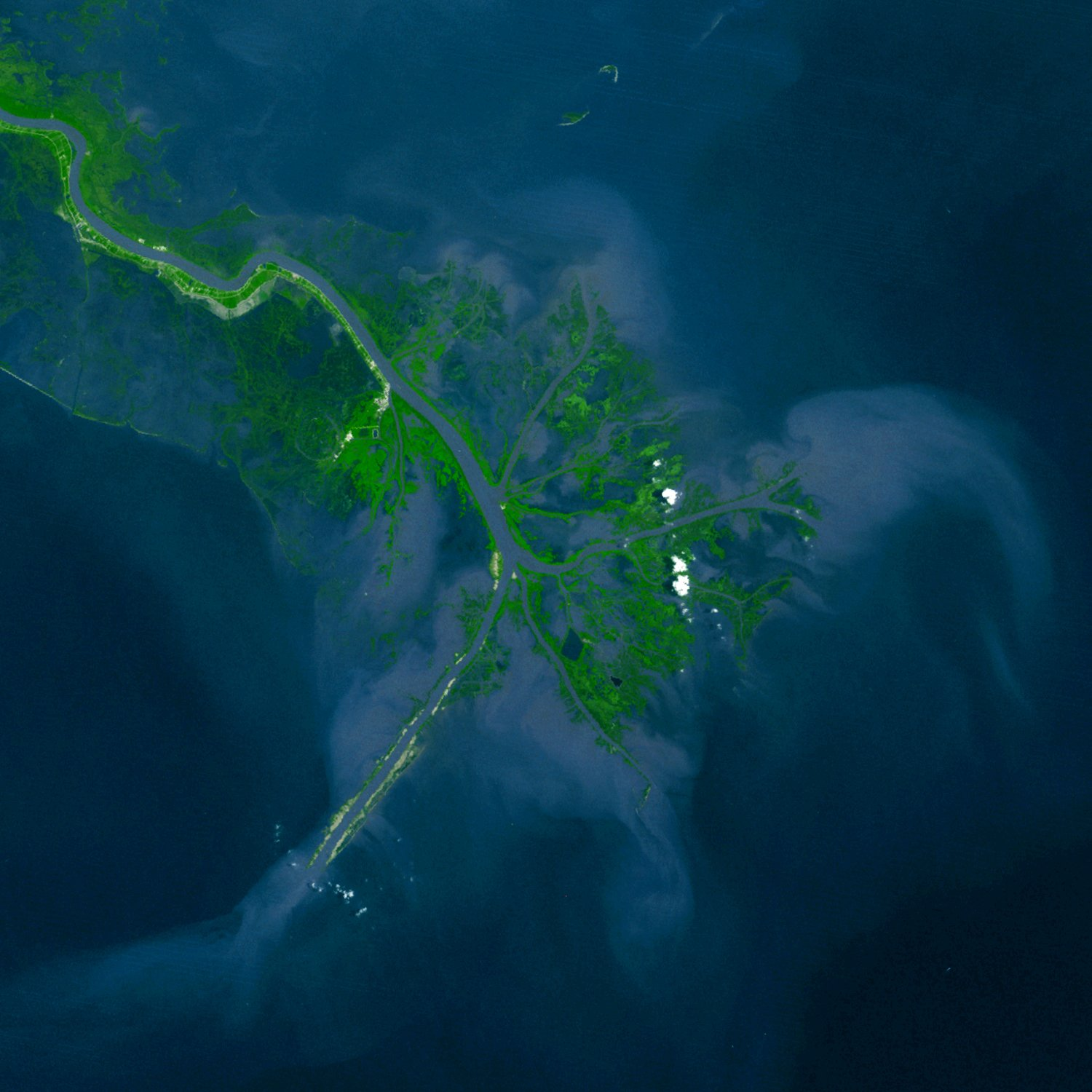
تندفع أعمدة من الرواسب إلى المحيط عبر عدة مصبات من دلتا نهر المسيسيبي ذات الشكل المشابه لقدم الطائر. وتُعد هذه الرواسب العامل الرئيس في تكوين الدلتا ودفعها للتقدّم نحو البحر. ومع امتدادها أكثر باتجاه عرض البحر، ينخفض انحدار القناة ويعلو قاعها تدريجيًا، مما يهيئ الظروف لحدوث انحراف في المجرى.

في علم الرواسب وعلم شكل الأرض ، التحول النهري هو التخلي السريع عن مجرى النهر وتشكيل مجرى نهري جديد. تحدث التحولات النهرية نتيجة لانحدارات القنوات التي تكون أقل انحدارًا بكثير من الانحدار الذي يمكن أن يسلكه النهر إذا اتخذ مسارًا جديدًا.
تتدفق رواسب الرواسب إلى المحيط من عدة مصبات نهر المسيسيبي في دلتا قدم الطائر. هذه الرواسب مسؤولة عن بناء الدلتا والسماح لها بالتقدم في البحر. ومع امتدادها بعيدًا عن الشاطئ، سيقل انحدار القناة وستتراكم رواسبها، مما يعزز حدوث التحول النهري.

## البيئات الدلتوية وبيئات الترسيب الصافي
تعد التحولات النهرية شائعة في دلتا الأنهار، حيث تترسب الرواسب عندما يدخل النهر المحيط وتكون تدرجات القناة صغيرة جدًا عادةً. تُعرف هذه العملية أيضًا باسم تبديل الدلتا.
يؤدي الترسيب من النهر إلى تشكيل فص دلتا فردي يندفع إلى البحر. مثال على الفص الدلتاوي هو دلتا قدم الطائر لنهر المسيسيبي مع رواسبه. مع تقدم الفص الدلتاوي، يصبح انحدار مجرى النهر أقل، حيث يكون مجرى النهر أطول ولكن له نفس التغير في الارتفاع. ومع انخفاض انحدار مجرى النهر، يصبح غير مستقر لسببين. أولاً، تميل المياه تحت تأثير الجاذبية إلى التدفق في المسار الأكثر مباشرة نحو الأسفل. إذا تمكن النهر من اختراق السدود الطبيعية (أي، أثناء فيضان)، فإنه سينتشر إلى مسار جديد أقصر إلى المحيط، وبالتالي يحصل على انحدار أكثر استقرارًا. ثانيًا، مع انخفاض انحداره، ستقل كمية إجهاد القص على القاع، مما يؤدي إلى ترسب المزيد من الرواسب داخل القناة وبالتالي ارتفاع قاع القناة بالنسبة إلى السهل الفيضي. وهذا سيسهل على النهر اختراق سدوده وقطع قناة جديدة تدخل المحيط بانحدار أكثر حدة.
عندما يحدث هذا التحول النهري، تحمل القناة الجديدة الرواسب إلى المحيط، وتشكل فصًا دلتاويًا جديدًا. تغرق الدلتا المهجورة في النهاية.
ترتبط هذه العملية أيضًا بشبكة قنوات التوزيع النهرية التي يمكن ملاحظتها داخل دلتا النهر. عندما يفعل النهر ذلك، يمكن أن يبقى بعض تدفقه في القناة المهجورة. عندما تحدث أحداث تبديل القنوات هذه بشكل متكرر بمرور الوقت، ستكتسب الدلتا الناضجة شبكة توزيع.
يمكن أن يؤدي هبوط الدلتا و/أو ارتفاع مستوى سطح البحر إلى زيادة المياه الخلفية والترسيب في الدلتا. يملأ هذا الترسيب القنوات ويترك سجلًا جيولوجيًا للتحول النهري في الأحواض الرسوبية. في المتوسط، سيحدث تحول نهري في كل مرة يتراكم فيها قاع مجرى النهر بما يكفي ليكون مجرى النهر مرتفعًا فوق السهل الفيضي بعمق قناة واحدة. في هذه الحالة، يتوفر ما يكفي من الرأس الهيدروليكي بحيث يؤدي أي اختراق للسدود الطبيعية إلى تحول نهري.

## التحولات الناتجة عن التعرية
يمكن للأنهار أيضًا أن تتحول نتيجة لتعرية قناة جديدة تخلق مسارًا أكثر استقامة عبر المناظر الطبيعية. يمكن أن يحدث هذا أثناء الفيضانات الكبيرة في الحالات التي يكون فيها انحدار القناة الجديدة أكبر بكثير من انحدار القناة القديمة. حيث يكون انحدار القناة الجديدة حوالي نفس انحدار القناة القديمة، سيحدث تحول جزئي حيث تشغل كلتا القناتين بالتدفق. مثال على التحول الناتج عن التعرية هو تحول نهر سونكوك في نيو هامبشاير عام 2006، حيث تسببت الأمطار الغزيرة في ارتفاع مستويات التدفق. تراكم مستوى النهر خلف سد طاحونة قديم، مما أدى إلى تكون بركة منحدرة بشكل ضحل تجاوزت مقلع رمل وحصى، وتصلت بقسم سفلي من القناة، وقطعت قناة أقصر جديدة بمعدل 25-50 مترًا في الساعة. أدت الرواسب التي تحركت بفعل هذا التحول الناتج عن التعرية إلى قطع منعطف نهري قسري ترسيبيًا في اتجاه مجرى النهر عن طريق رفع قاع النهر حول منعطف النهر إلى ما يقرب من مستوى السهل الفيضي.
مثال آخر هو نهر تشيسلاتا، الذي كان في السابق رافدًا صغيرًا لنهر نيتشاكو في كولومبيا البريطانية. في الخمسينيات من القرن الماضي، تم جعل نهر تشيسلاتا مفيضًا لخزان نيتشاكو الجديد آنذاك. تجاوز التصريف من المفيض تدفق نهر تشيسلاتا الأصلي بكثير، مما أدى إلى تآكل كبير في وادي تشيسلاتا العلوي، مع ترسب الرواسب المتآكلة في الوادي السفلي. تسببت تدفقات الخزان الكبيرة في تحول نهر تشيسلاتا السفلي في عامي 1961 و 1972، مما أدى إلى نحت مسار جديد إلى نهر نيتشاكو وترسيب مروحة من الرواسب تسمى مروحة تشيسلاتا في نهر نيتشاكو. بعد عام 1972، تم بناء سد مؤقت لإعادة النهر إلى مساره الأصلي.

## قطع الانعطافات النهرية
مثال على التحول النهري الثانوي هو ما يعرف بقطع الانعطاف النهري، عندما يتم اختراق منعطف واضح (خطاف) في النهر بواسطة تدفق يربط أقرب جزأين من الخطاف لتشكيل قناة جديدة. يحدث هذا عندما تكون النسبة بين انحدار القناة والانحدار المحتمل بعد التحول أقل من حوالي 1/5.

## الحدوث
يحدث التحول النهري عادةً أثناء الفيضانات الكبيرة التي تحمل القوة اللازمة لتغيير المناظر الطبيعية بسرعة. يمكن أن يؤدي إزالة السدود أيضًا إلى التحول النهري.
تحدث التحولات النهرية عادةً كعملية من المصب إلى المنبع عبر التعرية الرجعية. إذا تم اختراق ضفة مجرى مائي حالي، فسيتم قطع خندق جديد في السهل الفيضي الحالي. إما أن يقطع الرواسب الفيضية أو يعيد احتلال قناة قديمة.
تم التحقيق في التحولات النهرية في الدلتا أو قنوات السهول الساحلية نتيجة للعوائق مثل تجمعات الأخشاب والتأثيرات التكتونية المحتملة.